# Felix de Feniks
Felix is een feniks en het huisdier van Albus Perkamentus in de Harry Potterboekenreeks van J.K. Rowling. Hij lijkt de tegenpool te zijn van Nagini, de slang van Heer Voldemort.
In het Engels heet Felix Fawkes. Dit is een verwijzing naar Guy Fawkes, de leider van het buskruitverraad.
Felix' veren zijn rood en goud van kleur, de traditionele kleuren van de Zweinstein-afdeling Griffoendor. Of dit toeval is wordt door de schrijfster Rowling ontkend noch bevestigd. Op de vraag of Felix ooit aan Goderic Griffoendor heeft toebehoord, antwoordde ze dat alleen Perkamentus Felix als huisdier heeft gehouden.
Felix heeft zeer veel en bijzondere magische krachten. Hoe verstrekkend deze krachten precies zijn is onbekend. De staartveren van een feniks kunnen worden gebruikt als kern in toverstaffen: Felix' staartveren zijn gebruikt voor zowel de toverstaf van Heer Voldemort als die van Harry Potter. Tamme feniksen zijn zeer zeldzaam, het feit dat Felix tam is wordt toegeschreven aan Perkamentus' capaciteiten en karakter.
Felix is een herbivoor.
Iedere keer wanneer Felix sterft, of dat nu door geweld is of door ouderdom, vat hij vlam en herrijst hij prompt uit zijn eigen as, als een baby-feniks. Als volwassen feniks heeft hij ongeveer de grootte van een zwaan en is hij erg mooi, maar als een jonge vogel is hij rimpelig en niet erg aantrekkelijk.

## Rollen
Felix speelt een bijzondere rol in het tweede boek: hij helpt Harry om de basilisk te verslaan. Deze basilisk was eigendom van Zalazar Zwadderich en werd opgeroepen door Ginny Wemel die bezeten was door Heer Voldemort door middel van het dagboek van Marten Vilijn. Felix valt de basilisk aan en steekt met zijn snavel in het sterkste wapen van de reuzenslang: de ogen. De basilisk wordt hierdoor verblind en van zijn belangrijkste wapen ontdaan. Harry wordt later toch gebeten door de blinde slang, maar de tranen van een feniks hebben helende krachten: Felix laat een traan op de wond vallen en die geneest onmiddellijk. Felix brengt ten slotte Harry, Ginny, Ron en Gladianus Smalhart terug naar het kasteel.
In het vierde deel komt Felix ook voor. Wanneer Viktor Kruml door een toverspreuk Verlamd raakt tijdens een onderonsje met Barto Krenck roept Perkamentus Hagrid op door Hagrid een Patronus te sturen in de vorm van een feniks.
In deel vijf maakt Felix een bijzonder deel uit van de Orde. Wanneer Harry ziet dat Arthur Wemel wordt gebeten door Nagini, de slang van Heer Voldemort, vraagt Perkamentus Felix om hem een waarschuwing te sturen wanneer Dorothea Omber haar kantoor verlaat. Felix doet dit door een enkele veer met een knal te laten verschijnen in Perkamentus' kantoor. Verderop in het boek weet Perkamentus uit Zweinstein te ontsnappen door Felix te gebruiken om te Verdwijnselen (weg te teleporteren), hoewel "normaal" Verdwijnselen daarvandaan helemaal niet mogelijk is.
Tijdens de confrontatie tussen Perkamentus en Voldemort aan het einde van het vijfde boek redt Felix het leven van Perkamentus door de Onvergeeflijke Vloek (Avada Kedavra) die Voldemort uitspreekt, "in te slikken". Felix ontbrandt direct en wordt ter plekke herboren uit de as.
Na de dood van Perkamentus in deel zes zingt Felix een uren durend klaaglied voor hem. Zodra het zingen ophoudt beseft Harry dat Felix Zweinstein voorgoed heeft verlaten. Het is niet duidelijk waar Felix naartoe is gegaan en hij komt ook niet meer voor in het zevende boek.